# NGC 2847
NGC 2847 est une région de formation d'étoiles et une Région HII située dans la galaxie NGC 2848. NGC 2847 a été découverte par l'astronome irlandais R. J. Mitchell en 1855.